# 1083 هـ
1083 هـ هي سنة في التقويم الهجري امتدت مقابلةً في التقويم الميلادي بين سنتي 1672 و1673.

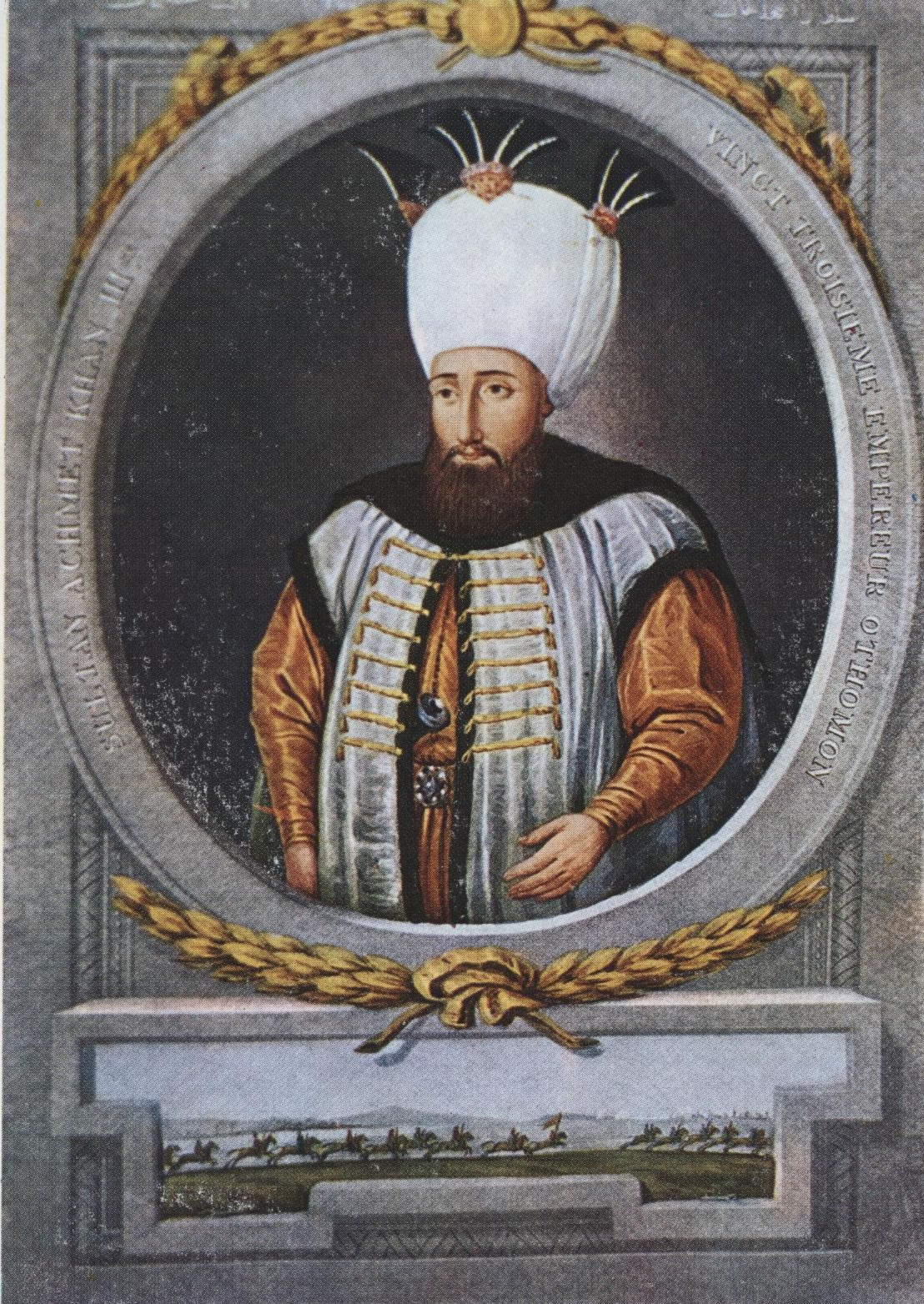
أحمد الثالث

## مواليد
- أحمد الثالث

## وفيات
- ابن بلبان الحنبلي